# Benjamin Stauder
Benjamin Stauder (n. 30 octombrie 1987 în Kirchzarten) este un ciclist profesionist german. El a început să facă carieră în anul 2001 în RV Stegen. În 2006 a luat parte timp de un an la întrecerea  U23 a Campionatului german federal „ Rothaus” din Emmendingen. Din anul 1907 a trecut la ciclismul profesionist luând parte în Continental Team-ul  elvețian Atlas Romer’s Hausbäckerei. In sezonul din anul 2008 a trecut în echipa elvețiană Stegcomputer-CKT iar la 15 martie 2008 a luat parte la Tour of Libya (Turul Libiei) câștigat de Omar Hasanein din Azerbaidjan.

## Categoria

### Elită
2008
- o etapă „Tour of Libya”
- locul 3 etape Tour of Japan
- locul 3 etape Tour of Hongkong-Shanghai

### Juniori
2005
- locul 3 Campionatului german federal Gersheim
- locul 5 Campionatului german montan
- locul 6 „ Rund um den Henninger-Turm” (Grand Prix de Francfort) din Hamburg și Köln
- locul 8 Campionatului german de stradă